# Indice de diversitate
Indicele de diversitate este o măsură cantitativă care reflectă cât de multe tipuri (de exemplu, specii biologice) diferite există într-un set de date, luând în considerație cât de omogen sunt repartizate unitățile de bază (de exemplu, organisme de aceeași specie) în diferite tipuri.

## Indicele Shannon
Indicele Shannon, de asemenea cunoscut ca indice Shannon–Wiener, indice Shannon–Weaver sau entropie Shannon, a fost propus de către Claude Shannon drept măsură a entropiei informaționale în șiruri de simboluri textuale. El poate fi calculat ca:
{\displaystyle H'=-\sum _{i=1}^{R}p_{i}\ln p_{i}},
unde {\displaystyle p_{i}} reprezintă ponderea characterelor de tipul i în textul analizat.

## Indicele Simpson
Acest indice a fost introdus în 1949 de către Edward H. Simpson drept măsură a gradului de concentrare, atunci când unitățile individuale sunt clasificate în tipuri. Această măsură reprezintă probabilitatea de apariție a două unități alese la întâmplare dintr-un set, aparținând la același tip. El poate fi calculat ca:
{\displaystyle \lambda =\sum _{i=1}^{R}p_{i}^{2}}

## Vezi și
- Biodiversitate
- Entropie informațională
- Entropie statistică